# Zofia Posselt

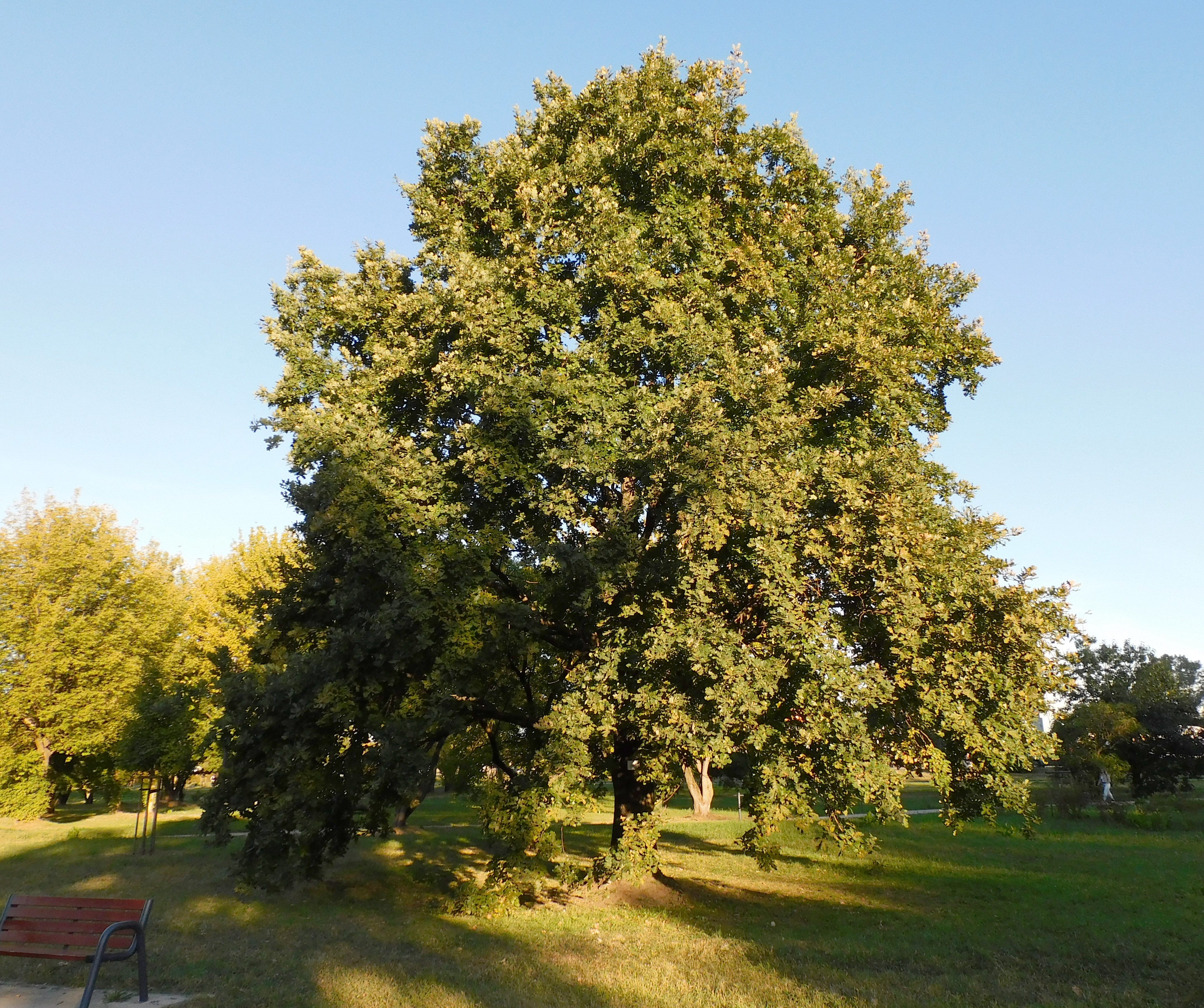
Dąb „Zofia” w parku Pięciu Sióstr w Warszawie upamiętniający Zofię Posseltównę od sierpnia 2022 r.

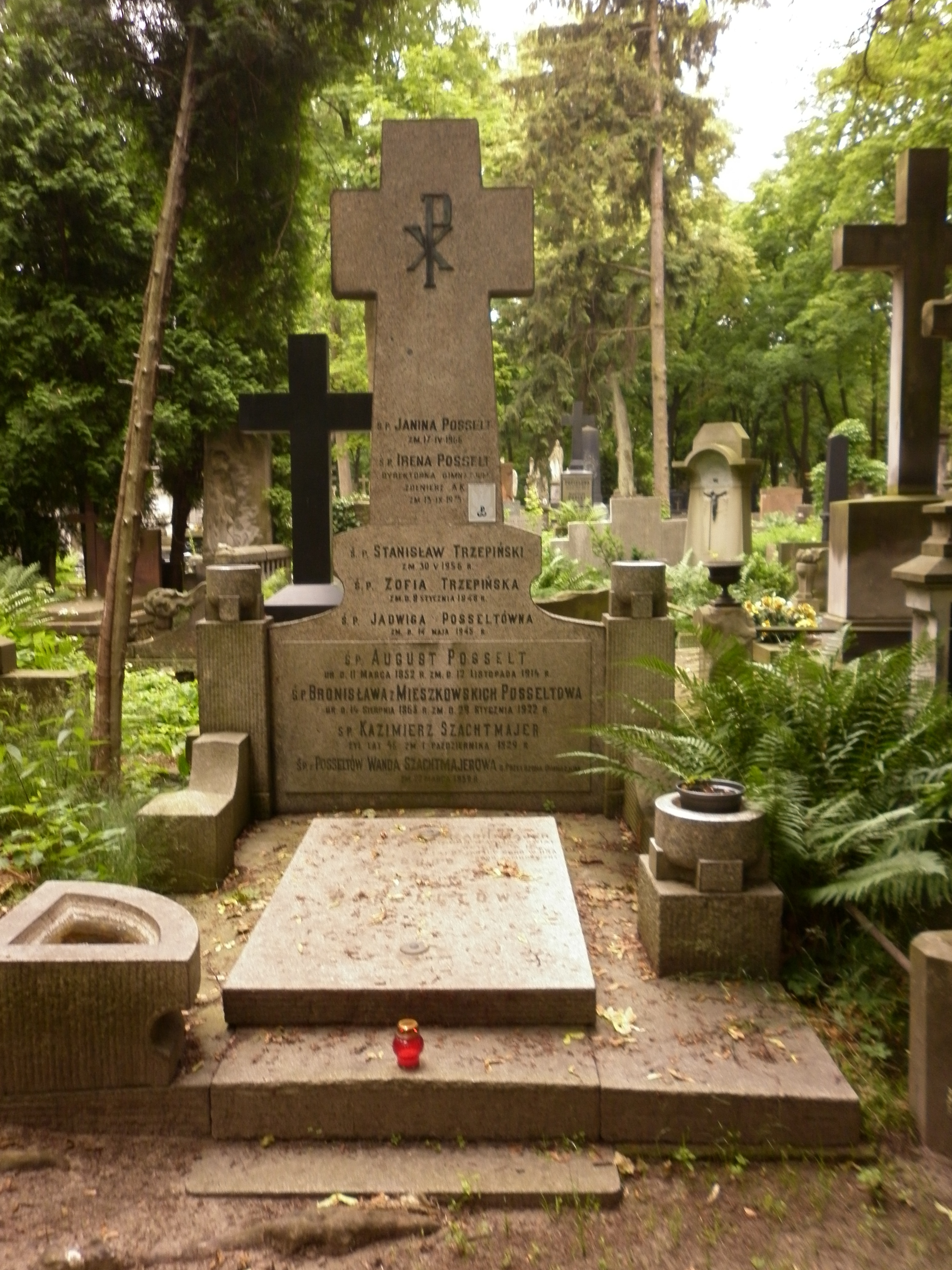
Grób rodzinny Posseltów na cmentarzu Powązkowskim w Warszawie

Zofia Posselt-Trzepińska (ur. 1888, zm. 8 stycznia 1948) – polska pedagog, nauczycielka.
Zofia Posselt urodziła się jako córka Augusta (ur. 11 marca 1852, zm. 12 listopada 1914) i Bronisławy z Mieszkowskich (ur. 14 stycznia 1863, zm. 29 stycznia 1922). Miała cztery siostry, również nauczycielki: Wandę, Janinę (ur. 1883, zm. 17 kwietnia 1966), Jadwigę (ur. 1893, zm. 14 maja 1945) i Irenę. W 1904 założyła wspólnie z siostrami prywatną siedmioklasową pensję dla dziewcząt, której przełożoną była Wanda. Po odzyskaniu przez Polskę niepodległości pensja została przekształcona w prywatne gimnazjum żeńskie, które otrzymało nazwę Gimnazjum i Liceum Fundacji im. Wandy z Posseltów Szachtmajerowej. W szkole tej Zofia wykładała historię. W czasie okupacji niemieckiej organizowała tajne komplety, na których powadziła kurs szkoły średniej kończący się maturą. W szkole sióstr Posseltówien funkcjonowała oficjalnie tylko szkoła zawodowa i szkoła powszechna (szkoły średnie i wyższe były zakazane przez władze okupacyjne). Zmarła 8 stycznia 1948 została pochowana na Powązkach (kwatera 83-6-17/18).